# Master Raindrop
Master Raindrop (no Brasil: Mestre Raindrop e a Missão dos Elementos ou apenas Mestre Raindrop) é uma série de desenho animado australiana, singapuriana e neozelandesa que foi produzida em 2008, tendo um total de 26 episódios. No Brasil, a série é exibida pelo canal de televisão por assinatura, Cartoon Network.

## Sinopse
Um dragão dourado, a força dos elementos da natureza e guerreiros destemidos vão se unir para trazer a paz a um mundo encantado no desenho Mestre Raindrop. No início da aventura, Raindrop é um garoto de 12 anos que, sem querer, descobre ter poderes incríveis e fazer parte de uma lenda sagrada. O herói pratica artes marciais na escola Academia do Dragão, liderada pelo Mestre Yun. Raindrop é um dos alunos mais entusiasmados e, ao lado de sua amiga Shao Yan, nunca perde uma aula. Ou melhor, não perdia, porque, de repente, sua escola é invadida pelo General Bu acompanhado de um exército de terra, que acaba raptando Mestre Yun. Raindrop e Shao Yan escapam dos invasores e decidem procurar o professor. Na busca de pistas, descobrem um segredo: o General Bu acha que o Mestre Yun guarda informações sobre os representantes de cinco elementos essenciais: Terra, Água, Metal, Madeira e Fogo. E parece que os alunos da academia de artes marciais têm tudo a ver com isso. Se der uma olhada rápida em Raindrop, você logo vai perceber que ele tem o formato de uma gota de água. E está cercado de amigos ligados aos outros elementos da natureza.

### Segredo antigo
Segundo uma lenda, o Grande Dragão Dourado era protetor do mundo de Raindrop. Porém, exatamente há 12 anos, o dragão foi ferido em uma batalha, caiu do céu e fez com que os elementos da natureza se espalhassem e desaparecessem. Isso o enfraqueceu e então o General assumiu o poder. Agora, os cinco elementos estão de volta e, quando se unirem, podem gerar a força para o Dragão vencer Bu. É claro que o vilão não quer que isso aconteça. A má notícia é que Bu já encontrou Fleimon, o representante do fogo, e o convenceu a ficar do seu lado. Mas nem tudo está perdido: os outros elementos são do bem e estão prontos para se unir e encarar qualquer Perigo.

## Personagens
Raindrop - Ele descobre que é o representante da Água (em inglês, seu nome significa gota de chuva). Adora artes marciais e vai encarar todos os desafios com muita coragem. Raindrop gera água.
Jin Hou - Como todo o macaco, é ágil, esperto e adora comer banana. Mas não é um animal comum: todo dourado, representa o elemento Metal. Jin Hou controla o metal.
Flamo - É o representante do Fogo. No começo, está do mal, mas depois muda de lado, e ajuda os outros elementos. Flamo gera fogo.
Shao Yen - É amiga de Raindrop e frequentava a Academia do Dragão. Seu elemento é a Madeira. Usa um bambu que ajuda a controlar as folhas das árvores.
Niwa - Se olhar bem de perto, você vai ver que essa garota parece ser de pedra. Ela representa o elemento Terra. Niwa controla a terra.
Mestre Yun - É o diretor da Academia do Dragão, conhece os segredos de Terra de mil lendas e por isso é levado pelo vilão.
General Bu - Quer dominar o mundo e conta com um exército com centenas de guerreiros de argila.

## Episódios
| *1 - Coragem - 2 - Lealdade - 3 - Humildade - 4 - Compromisso - 5 - Fé - 6 - Cooperação - 7 - Honra - 8 - Cuidado - 9 - Determinação - 10 - Criatividade - 11 - Perdão - 12 - Moderação - 13 - Paciência | *14 - Aceitação - 15 - Cautela - 16 - Honestidade - 17 - Amizade - 18 - Sinceridade - 19 - Perseverança - 20 - Integridade - 21 - Foco - 22 - Responsabilidade - 23 - Flexibilidade - 24 - Confiança - 25 - Originalidade - 26 - Sensatez |

 
|}